# Szałahiry
Szałahiry (biał. Шалагіры; ros. Шалогиры, Szałogiry) – wieś na Białorusi, w obwodzie witebskim, w rejonie dokszyckim, w sielsowiecie Berezyna. W 2009 roku liczyła 18 mieszkańców.